# Ліга Європи УЄФА
Ліга Європи УЄФА (англ. UEFA Europa League) — щорічний європейський футбольний кубковий турнір, що проводиться під егідою УЄФА, другий за престижністю європейський клубний турнір. Заснований в 1971 році, реорганізований в 2009 році. Розігрується в новому форматі з сезону 2009/10. Перший фінал реорганізованого турніру відбувся 12 травня 2010 року на стадіоні «ХСХ Нордбанк-Арена» в Гамбурзі.
З моменту першого розіграшу в сезоні 1971/72 і по сезон 2008/09 турнір називався Кубком УЄФА (англ. UEFA Cup). До сезону 1998/99 в цьому турнірі не брали участь клуби-володарі національних кубків, оскільки існував Кубок володарів кубків УЄФА, який на той час вважався другим за престижністю європейським клубним турніром після Ліги чемпіонів УЄФА, але в результаті злиття розіграшів Кубка УЄФА і Кубка володарів кубків УЄФА з'явився єдиний турнір із старою назвою — Кубок УЄФА. З сезону 2009/10 він дістав назву Ліга Європи УЄФА зі зміною формату турніру за аналогією з Лігою Чемпіонів.
Попередником Кубка УЄФА вважається Кубок ярмарків, але УЄФА офіційно не визнає цей турнір, і, отже, перемоги в цьому турнірі не визнаються перемогами в Кубку УЄФА. Яскравим прикладом тому є «Лідс Юнайтед», який є двічі володарем Кубка ярмарків, але не признається УЄФА, як клуб, що виграв єврокубок.
Чинним переможцем турніру є англійський клуб «Тоттенгем Готспур» з Лондона.

## Історія

### Кубок ярмарків (1955—1971)
Попередником Ліги Європи та Кубка УЄФА був Кубок ярмарків, він з'явився на світ 18 квітня 1955 року, через два тижні після створення Кубка європейських чемпіонів. У його дебютному розіграші взяли участь 10 команд: Базеля, Барселони, Бірмінгема, Загреба, Копенгагена, Лейпцига, Лозанни, Лондона, Мілана і Франкфурта. Перший турнір тривав три роки, оскільки матчі відбувалися лише під час проведення ярмарків. Барселонці, у складі яких виступали професіонали з однойменного клубу, святкували перемогу, здолавши у фіналі лондонців із загальним рахунком 8:2.
У другому розіграші Кубка Ярмарків організатори вирішили задіяти тільки професіоналів, які, як і раніше, мали репрезентувати міста із міцними торговельними традиціями. Втім, до турніру — 1958/60 долучилися вже 16 учасників, після чого він став проводитися щорічно. У 1962 році кількість команд зросла до 32-х, а в наш час — перевищила сотню. Спочатку в Кубку Ярмарків домінували представники півдня Європи. Зокрема, тричі святкувала перемогу іспанська «Барселона», ще двічі — «Валенсія». На північ почесний трофей уперше привіз англійський «Лідс» — це сталося у 1968 році, після чого у Кубку Ярмарків протягом п'яти років тріумфували британці.

### Кубок УЄФА (1971—2009)

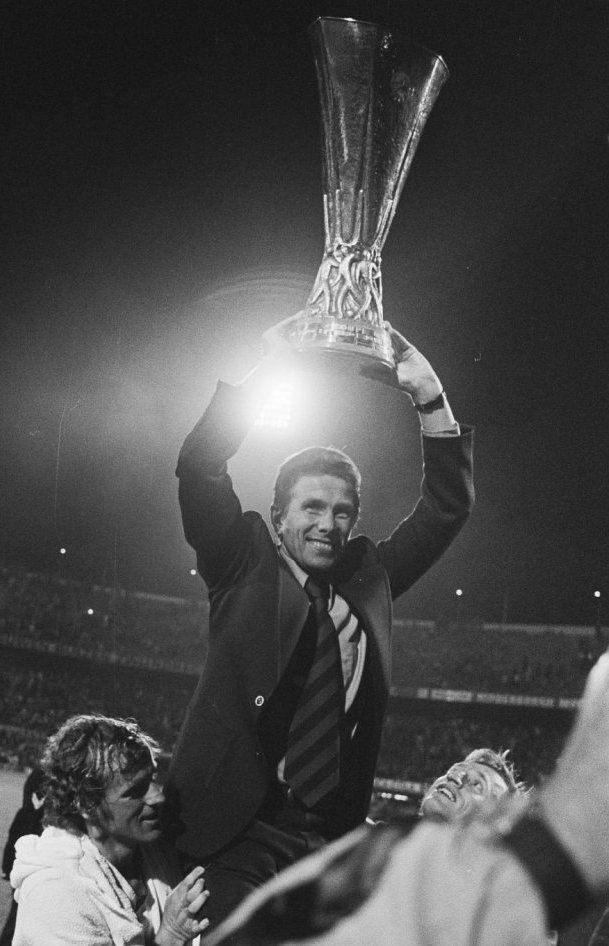
Віл Курвер, тренер «Феєнорда», піднімає трофей, завойований у сезоні 1973/74 роках.

У сезоні — 1971/72 турнір отримав назву Кубок УЄФА, і першим володарем нового титулу став лондонський «Тоттенхем». Відтоді змагання більше не пов'язано з ярмарками, оскільки воно остаточно перейшло під егіду УЄФА. У 1970—х із англійськими командами досить успішно почали сперечатися футболісти Німеччини (ФРН), Нідерландів, Бельгії та Швеції. Цікаво, що з 1968 по 1984 рік лише італійський «Ювентус», здобувши Кубок УЄФА в 1977-му, зумів перервати гегемонію представників півночі.
Після двох поспіль успіхів «Реала» в середині 1980—х, у 1990—х на провідні ролі вийшли італійці. Тріумф «Наполі» 1989—го поклав початок домінуванню апеннінських команд в Кубку УЄФА — протягом 11 сезонів вони перемагали вісім разів, з яких тричі це робив «Інтер». У 2000 році завоювати трофей вдалося «Галатасараю», якому першому з турецьких клубів підкорилася континентальна вершина. Тривалий час (за винятком 1964 і 1965 років) фінал турніру складався з двох матчів. Зміна формату відбулася лише в 1998—му, коли в Парижі «Інтер» переміг «Лаціо» — 3:0. До речі, міланська команда разом із «Ліверпулем» та «Ювентусом» найчастіше володіла Кубком УЄФА — тричі.
Починаючи з сезону — 1999/00 в Кубку УЄФА беруть участь і переможці національних кубків, адже роком раніше було скасовано Кубок володарів кубків. Окрім того, до розіграшу другого за рангом єврокубка почали долучатися невдахи третього відбірного раунду Ліги чемпіонів УЄФА, а також володарі третіх місць за підсумками групового етапу цього ж турніру. У сезоні — 2004/05 в Кубку УЄФА також з'явилася групова стадія, де кожний з 40 клубів проводив по чотири гри.

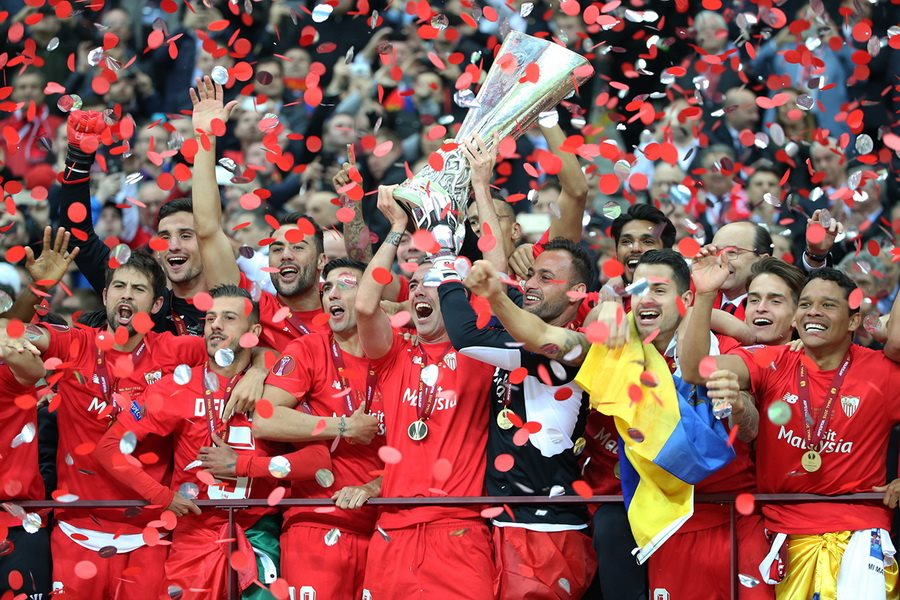
Гравці «Севільї» з трофеєм. 2015 рік

### З 2009 року
З кампанії 2009/10 назву турніру змінили на Лігу Європи УЄФА. Зазнав змін і формат реорганізованого турніру. Віднині на його груповому етапі змагаються 48 клубів, які проводять по шість матчів — три вдома та на виїзді (як і в груповому раунді Ліги чемпіонів УЄФА). У той же час розіграш Кубка Інтертото, третього за престижністю європейського футбольного турніру, був припинений і об'єднаний з Лігою Європи УЄФА. Тепер команди, що кваліфікувалися в Кубок Інтертото, починають грати з кваліфікаційних раундів нового турніру. Першим переможцем турніру під новою назвою став іспанський «Атлетіко», який обіграв у фіналі 2010 року англійський «Фулхем» з рахунком 2:1 у додатковий час, на стадіоні «ХСХ Нордбанк-Арена». У сезоні 2010/11 переможцем став «Порту», що переміг інший португальський клуб «Брага» з рахунком 1:0 на стадіоні «Авіва» в Дубліні. У фіналі сезону 2011/12 знову грали клуби, що представляють одну країну. Переможцем став «Атлетіко», що переміг інший іспанський клуб «Атлетік» з рахунком 3:0 на стадіоні «Національ» в Бухаресті, а Фалькао, який відзначився дублем за «Атлетіко» став першим гравцем, який виграв Лігу Європи і став найкращим бомбардиром Ліги Європи двічі поспіль із двома різними клубами. У сезоні 2014—2015 іспанська «Севілья» стала клубом з найбільшою кількістю трофеїв Ліги Європи і Кубка УЄФА, а в наступному сезоні здобула 3-ю поспіль перемогу.
| Логотипи           |                    |                    |                    |                    |             |  |  |  |  |  |
|                    |                    |                    |                    |                    |             |  |  |  |  |  |
| З 1971 по 2004 рік | З 2004 по 2009 рік | З 2009 по 2015 рік | З 2015 по 2021 рік | З 2021 по 2024 рік | З 2024 року |  |  |  |  |  |

## Формат

### Поточний формат
Клуби, які отримали путівку до Ліги Європи УЄФА, потрапляють до кваліфікаційного раунду, номер якого залежить від рейтингу федерації, а також від місця в національному чемпіонаті або від того, чи є команда володарем кубка країни. До кваліфікаційних раундів потрапляють також клуби, які вилетіли з кваліфікаційних раундів Ліги чемпіонів.
Переможці кваліфікаційного раунду плей-оф, команди, що потрапили напряму та які вилетіли з кваліфікаційного раунду плей-оф Ліги чемпіонів, формують 1 групу з 36 команд. Кожен клуб проведе 8 матчів проти суперників в загальній лізі: 4 вдома та 4 на виїзді. Команди, що посядуть 1-8 місця в етапі лізі, виходять до 1/8 фіналу, а команди, що посядуть 9-24 місця - в стикові матчі.
У плей-оф розіграш буде проводитись за традиційною єврокубковою схемою «на виліт» з двох матчів (вдома і в гостях). Фінал складатиметься з одного матчу.

### Історичні формати
З 1970 року і до 2004 року, схема турніру була винятково олімпійською. В турнірі брали участь спочатку 64 команди, які грали двоматчеві дуелі з суперниками на вибування. З часом кількість учасників турніру збільшилась, що призвело до введення попередніх кваліфікаційних раундів.
Починаючи з 2004 року, для збільшення зборів від продажу квитків, було введено груповий турнір, в якому беруть участь 40 команд, розбиті на 8 підгруп. Надалі схема турніру також була олімпійською.
В турнірі брали участь команди, що зайняли високі місця в національних чемпіонатах (не нижче за 8-ме), проте не могли брати участь в Лізі чемпіонів за квотою країни. Окрім того, в турнірі брали участь команди, які зайняли третє місце у груповій частині розіграшу Ліги чемпіонів УЄФА, переможці або фіналісти національних Кубків, 3 команди за fair-play, а також 3 переможці Кубка Інтертото.
До розіграшу 2024/25 клуби, які отримали путівку до Ліги Європи УЄФА, потрапляли до кваліфікаційного раунду, номер якого залежив від рейтингу федерації, а також від місця в національному чемпіонаті або від того, чи є команда володарем кубка країни. До четвертого кваліфікаційного раунду потрапляли також клуби, які вилетіли з 2-го кваліфікаційного раунду Ліги чемпіонів.
37 переможців 4-го кваліфікаційного раунду, діючий володар кубка і 10 клубів, які вилетіли з 3-го кваліфікаційного раунду Ліги чемпіонів, жеребкуванням формували 12 груп по 4 команди. Кожен клуб проводив 6 матчів проти суперників по групі: 3 вдома та 3 на виїзді. Дві найкращі команди з кожної групи виходили до плей-оф.
У плей-оф до 24-ох команд приєднувалися 8 клубів, які посіли треті місця в груповому турнірі Ліги чемпіонів.

## Трофей
Трофей Ліги Європи УЄФА є перехідним кубком. До реформи змагання відповідно до правил УЄФА переможець турніру отримував оригінал кубка після трьох перемог в турнірі поспіль або після п'ятої перемоги, незалежно від того, чи були вони взяті одна за одною. Відлік циклу перемог робився з моменту попередньої передачі трофею на вічне зберігання. Після цього починався новий цикл. Але виконати вказані вимоги не змогла жодна команда. Клуб, що виграв Лігу Європи УЄФА і не відповідав переліченим вище критеріям, мав право зберігати трофей у себе впродовж наступного сезону і повинен був повернути його УЄФА за два місяці до наступного фіналу. Також переможець турніру отримував копію трофею розміром в 4/5.
За новими правилами, що набули чинності з сезону 2009/10, трофей зберігається в УЄФА вічно, кожному переможцеві вручається повнорозмірна копія кубка. Клубу, що ставав три сезони поспіль переможцем турніру або той, що взяв загалом п'ять перемог, оригінальний трофей не залишається.

## Гімн
З березня по травень 2009 року в Паризькій опері під керівництвом французького композитора Йогана Цвейга, був записаний Гімн Ліги Європи УЄФА. Урочиста прем'єра гімну в залі «Грімальді-Форум» в Монако 28 серпня 2009 року стала одним із заходів, що відбувся до церемонії жеребкування основної стадії турніру.
Гімн звучить на стадіоні перед кожною грою Ліги Європи УЄФА, а також перед кожною телевізійною трансляцією матчів Ліги Європи як музичний елемент відкриття турніру.
На відміну від Ліги чемпіонів, гімн Ліги Європи не має слів. Але його автор переконаний, що тим не менше ця композиція сповна передає почуття футбольних традицій та випромінює неабияку енергію.Йоган Цвейг сам сподівається, що його гімн доб'ється, з точки зору світового визнання, таких же успіхів, як і Гімн Ліги чемпіонів..

## Фінали
| Сезон     | Переможець               | Рахунок          | Фіналіст                 | Стадіон                           | Глядачі | Дата           | Прим.  |
| --------- | ------------------------ | ---------------- | ------------------------ | --------------------------------- | ------- | -------------- | ------ |
| 1971–1972 | Тоттенгем Готспур        | 2:1              | Вулвергемптон Вондерерз  | Молінью, Вулвергемптон            |         | 3 травня 1972  | [ 13 ] |
| 1971–1972 | Тоттенгем Готспур        | 1:1              | Вулвергемптон Вондерерз  | Вайт Гарт Лейн, Лондон            |         | 17 травня 1972 | [ 14 ] |
| 1972–1973 | Ліверпуль                | 3:0              | Боруссія (Менхенгладбах) | Енфілд, Ліверпуль                 |         | 10 травня 1973 | [ 15 ] |
| 1972–1973 | Ліверпуль                | 0:2              | Боруссія (Менхенгладбах) | Бекельбергштадіон, Менхенгладбах  |         | 23 травня 1973 | [ 16 ] |
| 1973–1974 | Феєнорд                  | 2:2              | Тоттенгем Готспур        | Вайт Гарт Лейн, Лондон            |         | 21 травня 1974 | [ 17 ] |
| 1973–1974 | Феєнорд                  | 2:0              | Тоттенгем Готспур        | Феєнорд, Роттердам                |         | 29 травня 1974 | [ 18 ] |
| 1974–1975 | Боруссія (Менхенгладбах) | 0:0              | Твенте                   | Рейнштадіон, Дюссельдорф          |         | 7 травня 1975  | [ 19 ] |
| 1974–1975 | Боруссія (Менхенгладбах) | 5:1              | Твенте                   | Дікман, Енсхеде                   |         | 21 травня 1975 | [ 20 ] |
| 1975–1976 | Ліверпуль                | 3:2              | Брюгге                   | Енфілд, Ліверпуль                 |         | 28 квітня 1976 | [ 21 ] |
| 1975–1976 | Ліверпуль                | 1:1              | Брюгге                   | Оліміпйський стадіон, Брюгге      |         | 19 травня 1976 | [ 22 ] |
| 1976–1977 | Ювентус                  | 1:0              | Атлетік                  | Комунале, Турин                   |         | 5 травня 1977  | [ 23 ] |
| 1976–1977 | Ювентус                  | 1:2              | Атлетік                  | Сан-Мамес, Більбао                |         | 18 травня 1977 | [ 24 ] |
| 1977–1978 | ПСВ                      | 0:0              | Бастія                   | Арман-Сезарі, Бастія              |         | 26 квітня 1978 | [ 25 ] |
| 1977–1978 | ПСВ                      | 3:0              | Бастія                   | Філіпс, Ейндговен                 |         | 9 травня 1978  | [ 26 ] |
| 1978–1979 | Боруссія (Менхенгладбах) | 1:1              | Црвена Звезда            | Райко Митич, Белград              |         | 9 травня 1979  | [ 27 ] |
| 1978–1979 | Боруссія (Менхенгладбах) | 1:0              | Црвена Звезда            | Рейнштадіон, Дюссельдорф          |         | 23 травня 1979 | [ 28 ] |
| 1979–1980 | Айнтрахт (Франкфурт)     | 2:3              | Боруссія (Менхенгладбах) | Бекельбергштадіон, Менхенгладбах  |         | 7 травня 1980  | [ 29 ] |
| 1979–1980 | Айнтрахт (Франкфурт)     | 1:0              | Боруссія (Менхенгладбах) | Вальдштадіон, Франкфурт-на-Майні  |         | 21 травня 1980 | [ 30 ] |
| 1980–1981 | Іпсвіч Таун              | 3:0              | АЗ                       | Портмен-Роуд, Іпсвіч              |         | 6 травня 1981  | [ 31 ] |
| 1980–1981 | Іпсвіч Таун              | 2:4              | АЗ                       | Олімпійський стадіон, Амстердам   |         | 20 травня 1981 | [ 32 ] |
| 1981–1982 | Гетеборг                 | 1:0              | Гамбург                  | Уллеві, Гетеборг                  |         | 5 травня 1982  | [ 33 ] |
| 1981–1982 | Гетеборг                 | 3:0              | Гамбург                  | Фолькспаркштадіон, Гамбург        |         | 19 травня 1982 | [ 34 ] |
| 1982–1983 | Андерлехт                | 1:0              | Бенфіка                  | Ейзель, Брюссель                  |         | 4 травня 1983  | [ 35 ] |
| 1982–1983 | Андерлехт                | 1:1              | Бенфіка                  | Да Луж, Лісабон                   |         | 18 травня 1983 | [ 36 ] |
| 1983–1984 | Тоттенгем Готспур        | 1:1              | Андерлехт                | Констант Ванден Сток, Брюссель    |         | 9 травня 1984  | [ 37 ] |
| 1983–1984 | Тоттенгем Готспур        | 1:1 (пен. 4:3)   | Андерлехт                | Вайт Гарт Лейн, Лондон            |         | 23 травня 1984 | [ 38 ] |
| 1984–1985 | Реал Мадрид              | 3:0              | Відеотон                 | Шоштой, Секешфегервар             |         | 8 травня 1985  | [ 39 ] |
| 1984–1985 | Реал Мадрид              | 0:1              | Відеотон                 | Сантьяго Бернабео, Мадрид         |         | 22 травня 1985 | [ 40 ] |
| 1985–1986 | Реал Мадрид              | 5:1              | Кельн                    | Сантьяго Бернабео, Мадрид         |         | 30 квітня 1986 | [ 41 ] |
| 1985–1986 | Реал Мадрид              | 0:2              | Кельн                    | Олімпійський стадіон, Берлін      |         | 6 травня 1986  | [ 42 ] |
| 1986–1987 | Гетеборг                 | 1:0              | Данді Юнайтед            | Уллеві, Гетеборг                  |         | 6 травня 1987  | [ 43 ] |
| 1986–1987 | Гетеборг                 | 1:1              | Данді Юнайтед            | Теннедайс Парк, Данді             |         | 20 травня 1987 | [ 44 ] |
| 1987–1988 | Баєр 04                  | 0:3              | Еспаньйол                | Саррія, Барселона                 |         | 4 травня 1988  | [ 45 ] |
| 1987–1988 | Баєр 04                  | 3:0 (пен. 3:2)   | Еспаньйол                | Ульрих Габерланд, Леверкузен      |         | 18 травня 1988 | [ 46 ] |
| 1988–1989 | Наполі                   | 2:1              | Штутгарт                 | Сан-Паоло, Неаполь                |         | 3 травня 1989  | [ 47 ] |
| 1988–1989 | Наполі                   | 3:3              | Штутгарт                 | Некарштадіон, Штутгарт            |         | 17 травня 1989 | [ 48 ] |
| 1989–1990 | Ювентус                  | 3:1              | Фіорентіна               | Комунале, Турин                   |         | 2 травня 1990  | [ 49 ] |
| 1989–1990 | Ювентус                  | 0:0              | Фіорентіна               | Партеніо, Авелліно                |         | 16 травня 1990 | [ 50 ] |
| 1990–1991 | Інтернаціонале           | 2:0              | Рома                     | Сан-Сіро, Мілан                   |         | 8 травня 1991  | [ 51 ] |
| 1990–1991 | Інтернаціонале           | 0:1              | Рома                     | Олімпійський стадіон, Рим         |         | 22 травня 1991 | [ 52 ] |
| 1991–1992 | Аякс                     | 2:2              | Торіно                   | Делле Альпі, Турин                |         | 29 квітня 1992 | [ 53 ] |
| 1991–1992 | Аякс                     | 0:0              | Торіно                   | Олімпійський стадіон, Амстердам   |         | 13 травня 1992 | [ 54 ] |
| 1992–1993 | Ювентус                  | 3:1              | Боруссія (Дортмунд)      | Вестфалленштадіон, Дортмунд       |         | 5 травня 1993  | [ 55 ] |
| 1992–1993 | Ювентус                  | 3:0              | Боруссія (Дортмунд)      | Делле Альпі, Турин                |         | 19 травня 1993 | [ 56 ] |
| 1993–1994 | Інтернаціонале           | 1:0              | Казино (Зальцбург)       | Ернст Гаппель, Відень             |         | 26 квітня 1994 | [ 57 ] |
| 1993–1994 | Інтернаціонале           | 1:0              | Казино (Зальцбург)       | Сан-Сіро, Мілан                   |         | 11 травня 1993 | [ 58 ] |
| 1994–1995 | Парма                    | 1:0              | Ювентус                  | Енніо Тардіні, Парма              |         | 3 травня 1994  | [ 59 ] |
| 1994–1995 | Парма                    | 1:1              | Ювентус                  | Сан-Сіро, Мілан                   |         | 17 травня 1994 | [ 60 ] |
| 1995–1996 | Баварія                  | 2:0              | Бордо                    | Олімпійський стадіон, Мюнхен      |         | 1 травня 1995  | [ 61 ] |
| 1995–1996 | Баварія                  | 3:1              | Бордо                    | Шабан-Дельмас, Бордо              |         | 15 травня 1995 | [ 62 ] |
| 1996–1997 | Шальке 04                | 1:0              | Інтернаціонале           | Паркштадіон, Гельзенкірхен        |         | 7 травня 1996  | [ 63 ] |
| 1996–1997 | Шальке 04                | 0:1 (пен. 4:1)   | Інтернаціонале           | Сан-Сіро, Мілан                   |         | 21 травня 1997 | [ 64 ] |
| 1997–1998 | Інтернаціонале           | 3:0              | Лаціо                    | Парк-де-Пренс, Париж              |         | 6 травня 1998  | [ 65 ] |
| 1998–1999 | Парма                    | 3:0              | Олімпік (Марсель)        | Лужники, Москва                   |         | 12 травня 1999 | [ 66 ] |
| 1999–2000 | Галатасарай              | 0:0 (пен. 4:1)   | Арсенал                  | Паркен, Копенгаген                |         | 17 травня 2000 | [ 67 ] |
| 2000–2001 | Ліверпуль                | 5:4 (дч)         | Депортіво Алавес         | Вестфалленштадіон, Дортмунд       |         | 16 травня 2001 | [ 68 ] |
| 2001–2002 | Феєнорд                  | 3:2              | Боруссія (Дортмунд)      | Феєнорд, Роттердам                |         | 8 травня 2002  | [ 69 ] |
| 2002–2003 | Порту                    | 3:2 (дч)         | Селтік                   | Олімпійський стадіон, Севілья     |         | 21 травня 2003 | [ 70 ] |
| 2003–2004 | Валенсія                 | 2:0              | Олімпік (Марсель)        | Уллеві, Гетеборг                  |         | 19 травня 2004 | [ 71 ] |
| 2004–2005 | ЦСКА (Москва)            | 3:1              | Спортінг (Лісабон)       | Жозе Алваладе, Лісабон            |         | 18 травня 2005 | [ 72 ] |
| 2005–2006 | Севілья                  | 4:0              | Мідлсбро                 | Філіпс, Ейндговен                 |         | 10 травня 2006 | [ 73 ] |
| 2006–2007 | Севілья                  | 2:2 (пен. 3:1)   | Еспаньйол                | Гемпден-Парк, Глазго              |         | 16 травня 2007 | [ 74 ] |
| 2007–2008 | Зеніт                    | 2:0              | Рейнджерс                | Сіті оф Манчестер, Манчестер      |         | 14 травня 2008 | [ 75 ] |
| 2008–2009 | Шахтар                   | 2:1 (дч)         | Вердер                   | Шюкрю Сараджоглу, Стамбул         |         | 20 травня 2009 | [ 76 ] |
| 2009–2010 | Атлетіко                 | 2:1 (дч)         | Фулгем                   | Гамбург Арена, Гамбург            |         | 12 травня 2010 | [ 77 ] |
| 2010–2011 | Порту                    | 1:0              | Брага                    | Дублін Арена, Дублін              |         | 18 травня 2011 | [ 78 ] |
| 2011–2012 | Атлетіко                 | 3:0              | Атлетік                  | Національний стадіон, Бухарест    |         | 9 травня 2012  | [ 79 ] |
| 2012–2013 | Челсі                    | 2:1              | Бенфіка                  | Амстердам-Арена, Амстердам        |         | 15 травня 2013 | [ 80 ] |
| 2013–2014 | Севілья                  | 0:0 (пен. 4:2)   | Бенфіка                  | Ювентус-Стедіум, Турин            |         | 14 травня 2014 | [ 81 ] |
| 2014–2015 | Севілья                  | 3:2              | Дніпро                   | Національний стадіон, Варшава     |         | 27 травня 2015 | [ 82 ] |
| 2015–2016 | Севілья                  | 3:1              | Ліверпуль                | Санкт-Якоб Парк, Базель           |         | 18 травня 2016 | [ 83 ] |
| 2016–2017 | Манчестер Юнайтед        | 2:0              | Аякс                     | Френдз-Арена, Сульна              |         | 24 травня 2017 | [ 84 ] |
| 2017–2018 | Атлетіко                 | 3:0              | Олімпік (Марсель)        | Парк-Олімпік-Ліонне, Десін-Шарп'є |         | 16 травня 2018 |        |
| 2018—2019 | Челсі                    | 4:1              | Арсенал                  | Олімпійський стадіон, Баку        |         | 29 травня 2019 |        |
| 2019—2020 | Севілья                  | 3:2              | Інтернаціонале           | Рейн Енергі Штадіон, Кельн        |         | 21 серпня 2020 |        |
| 2020—2021 | Вільярреал               | 1:1 (пен. 11:10) | Манчестер Юнайтед        | Енерга, Гданськ                   | 9,412   | 26 травня 2021 | [ 85 ] |
| 2021—2022 | Айнтрахт (Франкфурт)     | 1:1 (пен. 5:4)   | Рейнджерс                | Рамон Санчес Пісхуан, Севілья     | 38,842  | 18 травня 2022 |        |
| 2022—2023 | Севілья                  | 1:1 (пен. 4:1)   | Рома                     | Пушкаш-Арена, Будапешт            | 61,476  | 31 травня 2023 |        |
| 2023—2024 | Аталанта                 | 3:0              | Баєр 04                  | Авіва, Дублін                     | 47,135  | 22 травня 2024 |        |
| 2024—2025 | Тоттенгем Готспур        | 1:0              | Манчестер Юнайтед        | Сан-Мамес, Більбао                | 49,224  | 21 травня 2025 |        |